# 22840 Villarreal
22840 Villarreal este un asteroid din centura principală de asteroizi.

## Descriere
22840 Villarreal este un asteroid din centura principală de asteroizi. A fost descoperit pe 7 septembrie 1999 la Socorro, New Mexico, în cadrul proiectului LINEAR. Asteroidul prezintă o orbită caracterizată de o semiaxă mare de 2,79 ua, o excentricitate de 0,01 și o înclinație de 6,0° în raport cu ecliptica.